# テメシュヴァール包囲戦 (1716年)
テメシュヴァール包囲戦（テメシュヴァールほういせん、トルコ語: Temeşvar Kuşatması）は墺土戦争中の1716年8月31日から10月12日まで続いた、テメシュヴァール（現ルーマニア領ティミショアラ）の包囲。包囲戦はオイゲン・フォン・ザヴォイエン率いるオーストリア軍の決定的な勝利に終わった。テメシュヴァールの軍勢は数度包囲を突破しようとしたが失敗に終わり、樹幹から作られた柵で強化された土製の防御工事は数度にわたる激しい砲撃に耐えられなかった。戦後のテメシュヴァールには軍政が敷かれ、1778年6月6日にハンガリー王国による統治に移行するまで続いた。

## 包囲まで
オスマン帝国は17世紀末までに停滞期に入った。大トルコ戦争において、ハプスブルク家は1686年のブダ包囲戦でブダを奪い、1688年にはムレシュ川沿岸のセゲド、アラド、リポヴァといった一連の要塞を一時奪取するほどだった。しかし、オスマン軍が1689年末から1690年初にかけて、ティミショアラ要塞を包囲した結果、ハプスブルク軍は撤退した。1695年中、スルターンのムスタファ2世がティミショアラとリポヴァ両要塞を視察して、要塞への増援を命じた。1696年7月、ザクセン選帝侯フリードリヒ・アウグスト1世率いるハプスブルク軍がティミショアラを包囲、8月初には要塞周辺で大砲など攻城兵器を配置したが、包囲は失敗に終わった。1697年9月11日、オイゲン・フォン・ザヴォイエンの軍勢がティサ川を渡り、ゼンタの戦いでオスマン軍を撃破した。

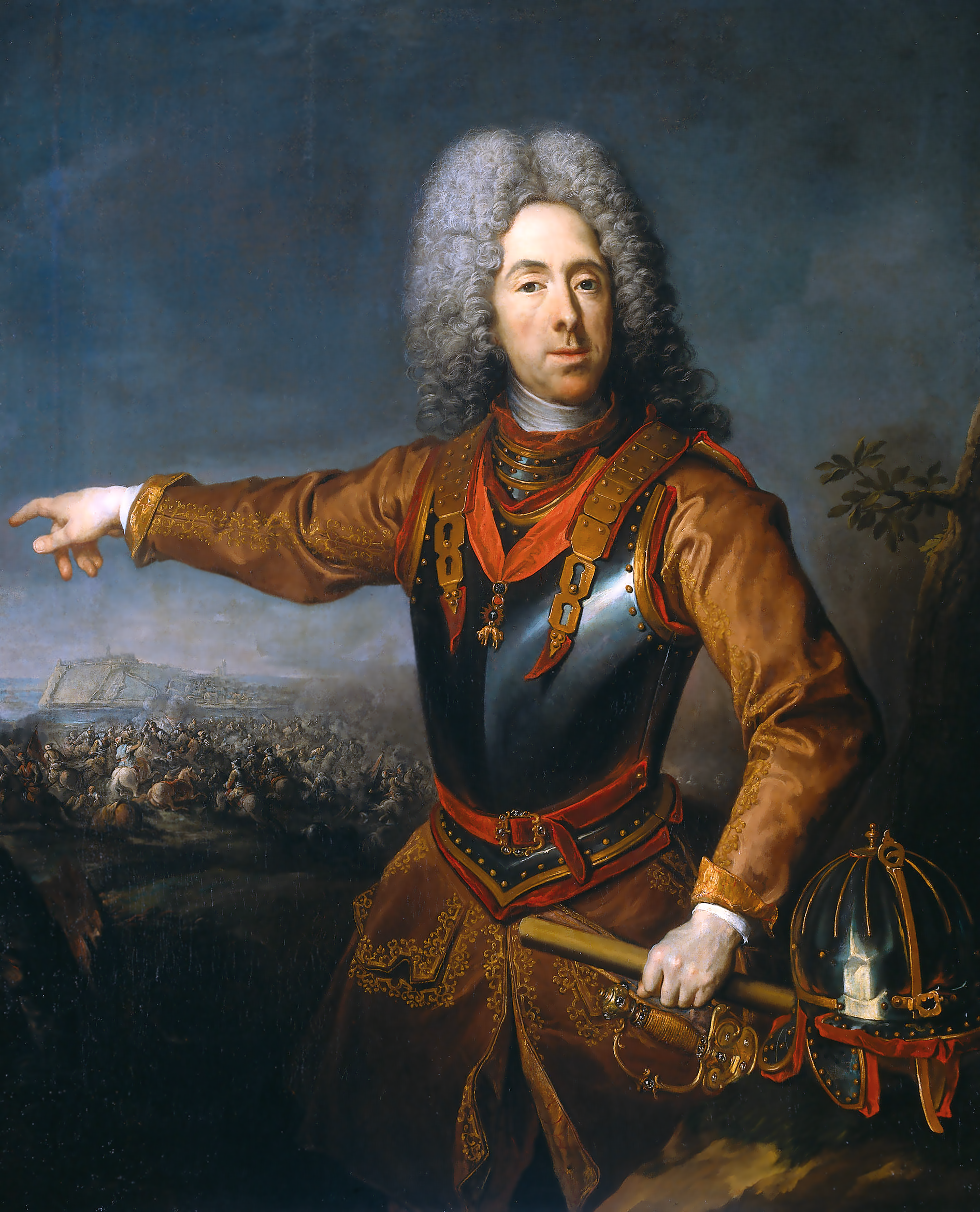
オイゲン・フォン・ザヴォイエン、1718年。

1716年に墺土戦争が再び勃発すると、オイゲンは8月5日のペーターヴァルダインの戦いで再びオスマン軍に勝利、補給が足りていたためさらに進軍してティミショアラに向かった。ハプスブルク軍の人数は約4万5千で、軍馬は2万3千匹以上、野砲は50門、攻城砲は87門だった。オスマン帝国の駐留軍は指揮官がボドル・ムスタファ・パシャ（Bodor Mustafa Pasha）で、約1万6千人と大砲150門で構成された。

## 包囲

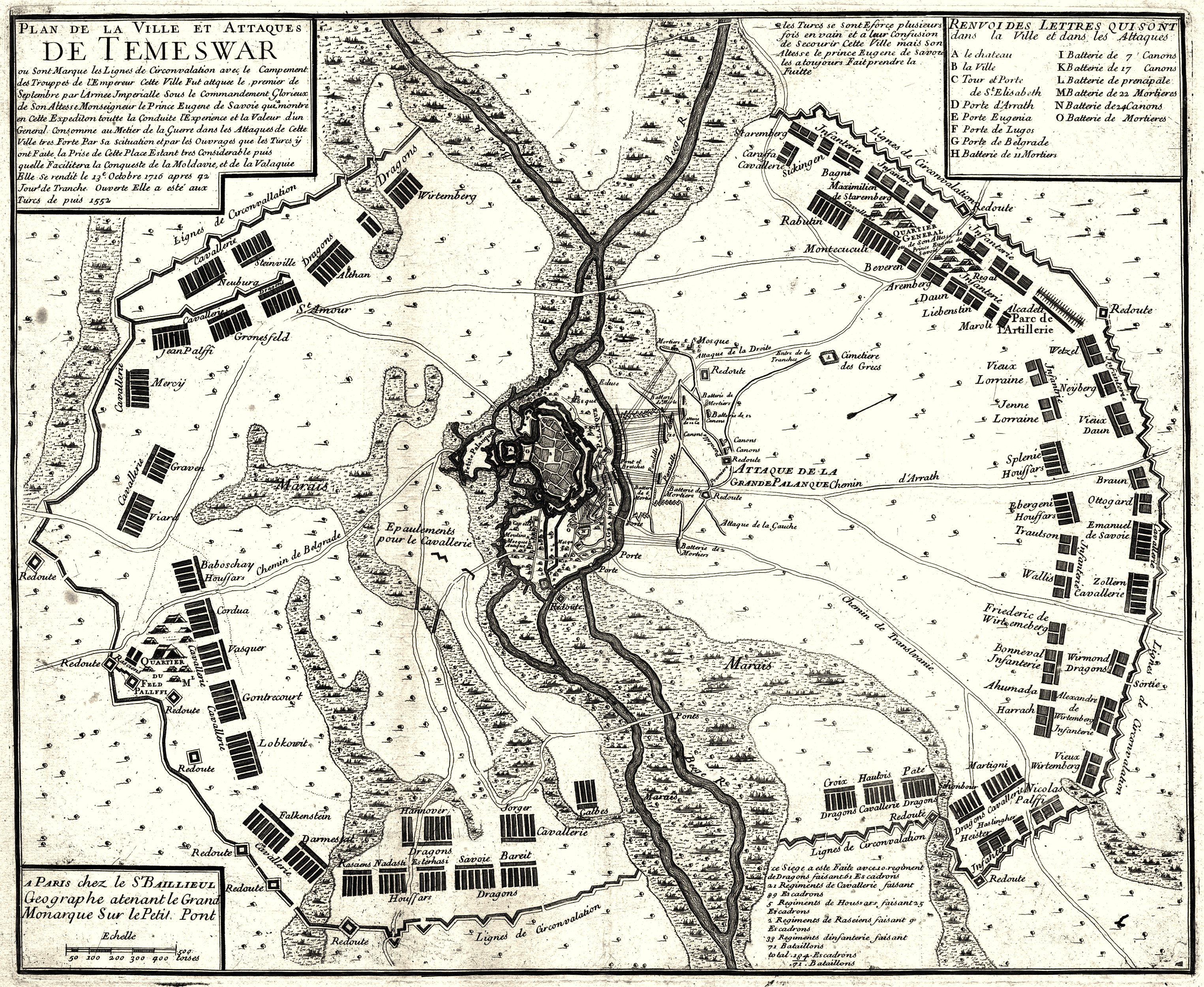
オーストリア軍による包囲の地図。矢印が北を示す。部隊と兵器の配置が示されている。（ティミショアラ要塞も参照）

ティミショアラ要塞は常に修理されていたが、防御工事の大半が上塗りされた樹幹から作られた柵で強化された土製のものであり、18世紀の大砲に対し効果的ではなかった。石造だったのは城、モスク、そして南側の切っ先にあるAngevin要塞だけであり、それ以外は木造だったため炎に弱かった。
1716年8月21日、ヨアヒム・イグナーツ・フォン・ロテンハン将軍（Joachim Ignaz von Rotenhan、1662年 - 1736年）が14個騎兵大隊を率いてティミショアラに到着した。8月25日にはパルフィ・ヤノーシュ率いる16個騎兵大隊とカール・アレクサンダー・フォン・ヴュルテンベルク率いる10個歩兵大隊がティミショアラ近郊のBeregsău Mareに到着した。オイゲン・フォン・ザヴォイエンなど残りの部隊は8月26日に到着した。パルフィ・ヤノーシュ率いる騎兵はティミショアラ要塞の南に陣地を構え、オスマン帝国が増援を派遣することを防ごうとした。オイゲンは参謀本部、歩兵、砲兵、そして騎兵の一部を要塞の北側に配置、これによりティミショアラは完全に包囲された。包囲軍は手榴弾約3万枚と火薬760トンを有した。
8月28日、包囲軍はボドル・ムスタファ・パシャが夏に使う別荘を占領した。この別荘はオスマン軍が撤退する前に火をつけられた。
包囲戦は8月31日に開始した。9月1日から15日まで、両軍とも戦闘を準備した。包囲軍は3千人を投入してパランカ・マレに平行する塹壕とジグザグに進む塹壕を掘った。9月5日、大砲9門を有する砲台2門が設置され、6日には大砲5門を有する砲台1門が設置された。このうち、6日に設置された砲台の射程はオスマン軍の防御工事に届いた。8日、塹壕が柵にほぼ届く距離にまで掘り進まれ、包囲軍は粗朶で堀を埋め始めた。9日の夜、オスマン軍は堀の埋め立てを防ぐために粗朶をたいまつで燃やそうとしたが、たいまつの明かりで場所がばれたため失敗に終わった。10日にはシェーンボルン竜騎兵連隊がオスマン軍の攻撃をはねつけた。
9月16日より、砲撃戦が広く行われるようになり、大砲が到着して設置される毎に激しくなった。17日には最初の降伏勧告が行われたがオスマン軍に拒否された。20日から22日にかけて、城壁に最初の裂け目が現れ、ベイレルベイ（知事）の妻と息子2人が砲撃戦の最中、自宅で死亡した。
一方、包囲軍側でエティエンヌ・ド・スタンヴィル（Étienne de Stainville、1720年没。当時オーストリアが占領していたトランシルヴァニアとオルテニアを統治した）率いるシビウの14個騎兵大隊、4個歩兵大隊、3個擲弾兵中隊、2個胸甲騎兵連隊がアルバ・ユリアからティミショアラに到着した。この時点でオイゲンは70個連隊を率いており、その構成は32個歩兵連隊（69個大隊）、10個竜騎兵連隊（60個大隊）、22個騎兵大隊（134個大隊）、6個軽騎兵連隊（31個大隊）だった。
9月25日、両軍とも激しく砲撃した。翌日、オスマン軍がベオグラードから到着、包囲を破って要塞に補給を届けるために南から3回攻撃を仕掛けた。援軍は予め守備軍と同時に攻撃することを合意したが、予定された攻撃時間より早く攻撃を仕掛けてしまったため援軍の攻撃と守備軍の攻撃は各個撃破され、援軍は撤退を余儀なくされた。
9月30日、包囲軍が戦死455人（うち士官64人）と負傷1,487人（うち士官160人）で堡障を占領した。10月1日から10日、包囲軍はさらに準備を進め、大砲を配置した。11日、包囲軍は要塞を破壊するために大砲43門を用いて、大規模な砲撃を開始した。砲撃は夜通しで続いた。

## 降伏

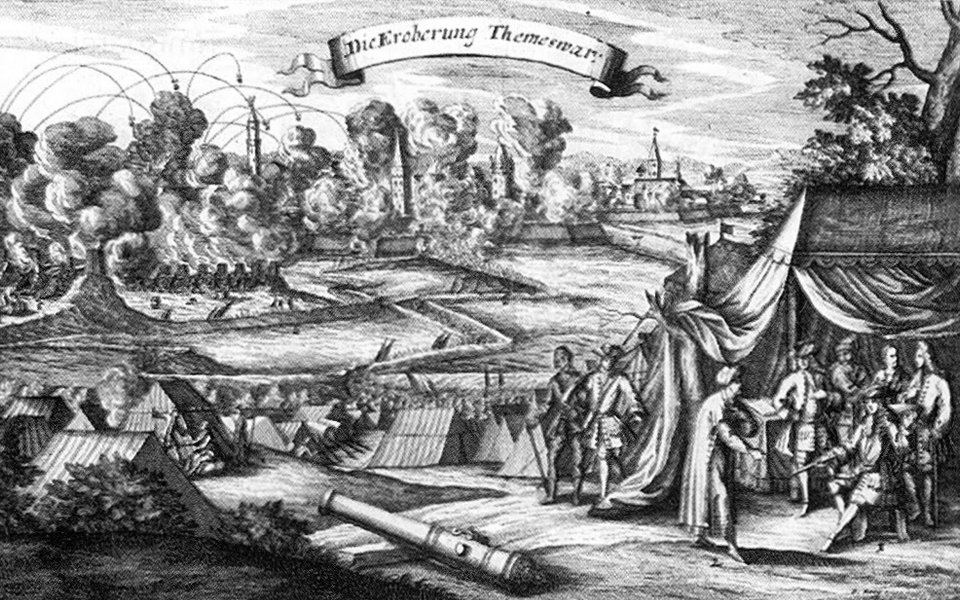
降伏交渉の様子、1720年の版画。

10月12日の午前11時半、降伏を表す白旗が稜堡の上に現れた。降伏の条件は下記の通り。
- トルコ人は家族を連れて、家財道具をもって退去できる。
- オスマン軍は武器と所有物をもってベオグラードへ退去でき、ティミシュ川（英語版）、シャグ（英語版）、Jebel、デタ（英語版）、Margita、アリブナル（英語版）、パンチェヴォ、ボルチャ（英語版）、ゼムンというルートをたどる。また、ドナウ川を渡るまでティミショアラに捕虜を残した場合、ハプスブルク軍はオスマン軍をボルチャまで護送する。
- 輸送用の台車が7千台提供される（ただし、実際には見つかった台車約1千台しか提供されなかった）。
- 道中には食料が適正な価格で提供される。
- 道中には攻撃されない。
- 戦利品とされる大砲と弾薬（大砲のうち約120門にハプスブルク家の印があった。ほかには火薬280トンと鉛170トンが残された）の持ち出しは禁止される[27][28]。
- トルコ人以外（ルーマニア人、セルビア人、アルメニア人、ユダヤ人、ジプシーを含み、ハプスブルク側の脱走者を除く）は去るか残るかの選択肢が提供される。
- クルツ（英語版）も同じく、去るか残るかの選択肢が提供される。
- 去ることを選んだ者は自身の家財を売却できる。
- この合意の履行は保障される。

トルコ人は10月17日に要塞から退去、オイゲンは翌日にティミショアラ要塞に入った。ルーマニア人とセルビア正教徒466人、ユダヤ人144人、アルメニア人35人がティミショアラに残った。

### その後
オーストリアが1717年のベオグラード包囲戦で勝利すると、墺土戦争が翌年のパッサロヴィッツ条約で終結、テメシュヴァール要塞を含むテメシュヴァール・バナトがハプスブルク帝国に譲渡された。テメシュヴァールには軍政が敷かれ、1778年6月6日にハンガリーによる統治に移行するまで続いた。しかし要塞自体はオーストリアの軍政に置かれたままであり、1860年12月27日にバナト自体がハンガリー王国に組み込まれるまで続いた。